# Santa Maria d'Ivorra
Santa Maria d'Ivorra és una església al municipi d'Ivorra (Segarra) inclosa en l'Inventari del Patrimoni Arquitectònic de Catalunya. Santuari als afores de la vila d'Ivorra, situat a l'antic emplaçament de l'església romànica, de planta rectangular format per una església i una hostatgeria.

## Arquitectura
Està cobert a dues aigües realitzat amb paredat on encara es pot observar restes d'un antic arrebossat superficial, exceptuant les cantoneres on hi ha carreus de grans dimensions ben escairats.

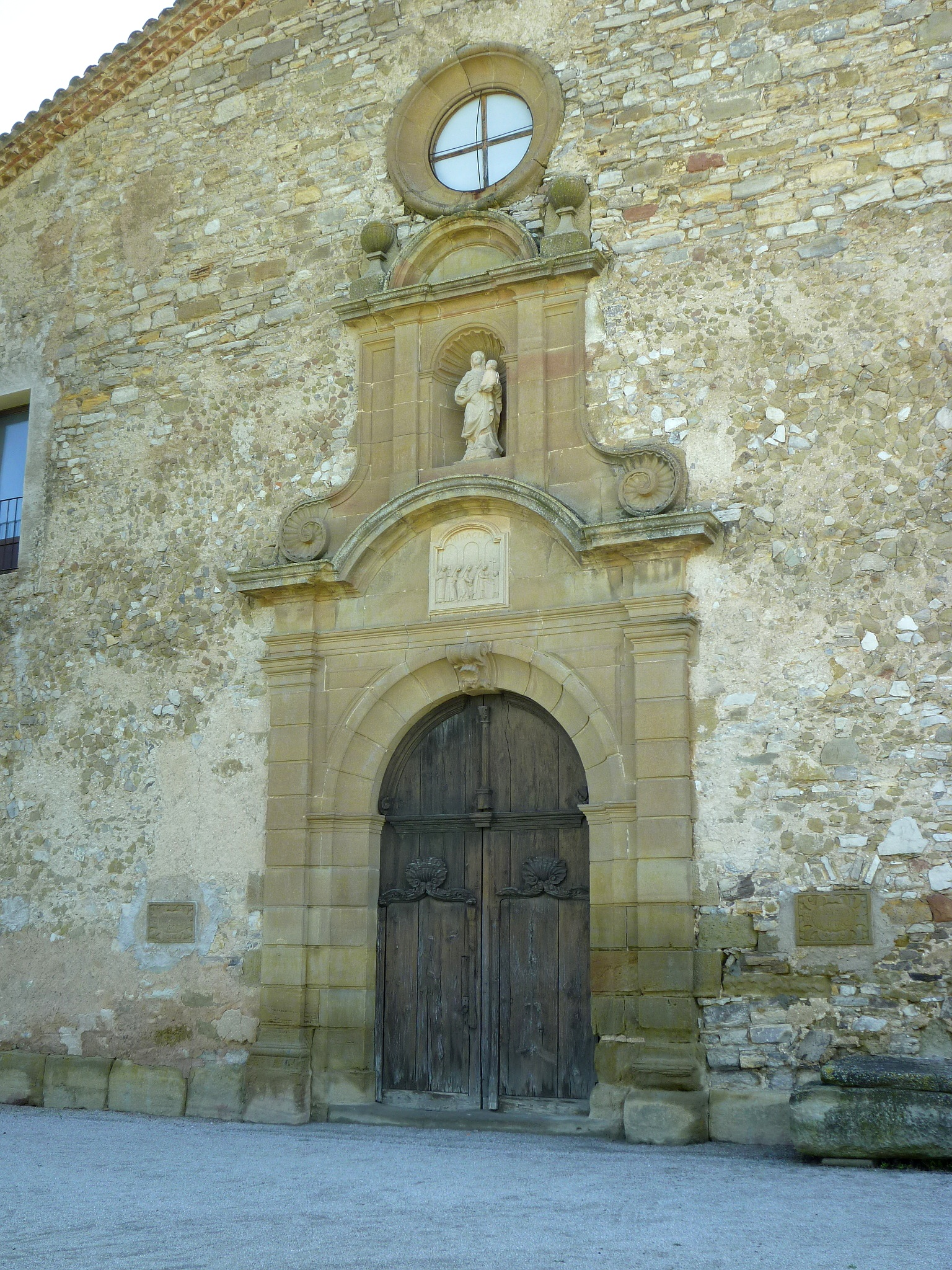
Portada

A la façana principal, orientada a ponent, trobem la portada principal formada per un arc de mig punt adovellat, amb la clau decorada en forma de voluta, emmarcada per una pilastra adossada a banda i banda, amb la presència d'un timpà de forma circular a l'interior del qual apareix una placa de pedra, col·locada modernament, amb un relleu esculpit representant el miracle del Sant Dubte. Per damunt del timpà apareix una fornícula amb una imatge de la verge i el nen, emmarcada per dues pilastres adossades de petites dimensions i per unes volutes a la base, i coronada per un timpà semicircular acompanyat d'uns pinacles amb unes boles superiors. Damunt la portada hi trobem un petit òcul per il·luminar l'interior. Aquesta portada no és contemporània a la resta de l'edifici, i així ho indiquen dos carreus, situats un a cada costat de la portada, realitzats amb baix relleu, on al de la dreta emmarcat dins un segell ovalat apareix la inscripció "PORTALS / 1762", i al de l'esquerra, de les mateixes característiques decoratives apareix la inscripció "28 de gener de 1663" data que correspon a la col·locació de la primera pedra del santuari.

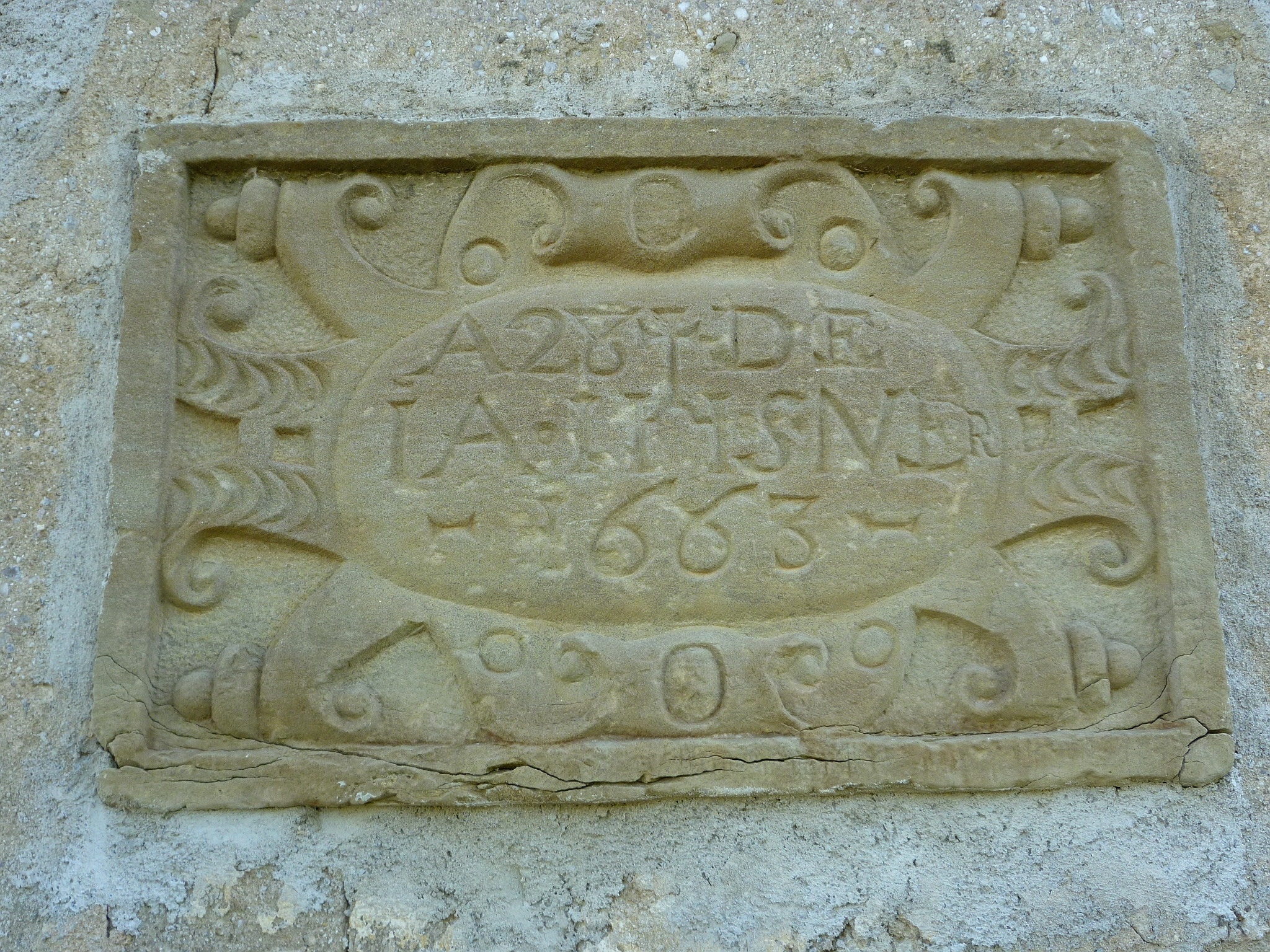
baix relleu

També situades a la façana principal, trobem una sèrie d'obertures, a un primer nivell trobem dues portes de mitjanes dimensions amb arc de mig punt rebaixat adovellat situades a banda i banda de la portada, igual que els dos balcons que ens apareixen a un nivell superior.
Al costat dret de la façana principal hi ha el campanar, de planta quadrada amb quatre ulls d'arc de mig punt peraltat, separats per una motllura que separa el pis de les campanes de la resta. Originàriament l'alçada del campanar havia de ser més elevada però sembla que no es va fer per problemes econòmics. Antigament estava cobert a quatre vessants amb rajola de ceràmica vidrada de color verd, posteriorment substituïda primer per una coberta a doble vessant amb embigat de fusta i recentment s'hi ha col·locat una coberta de coure a quatre vessants.
Les façanes sud i nord, corresponen a l'hostatgeria, les quals presenten tres nivells amb diferents obertures cadascun.
A l'interior del temple es guarda la imatge romànica de Santa Maria d'Ivorra, de fusta policromada. Al Museu Diocesà i Comarcal de Solsona es conserva un retaule gòtic del segle xv i una talla de la Mare de Déu, més antiga, procedents d’aquesta església.

## Història
Un dels fets que han donat més anomenada a aquest santuari és el prodigi del Sant Dubte. Segons la tradició oral un dia de 1010 a l'església de Santa Maria, situada al mateix lloc que l'actual santuari, deia missa el rector Bernat Oliver. Després de la consagració, el mossèn començà a dubtar de la presència de Crist en el pa i el vi. Això provocà que del calze brollés sang que tacà les tovalles de l'altar i arribà fins a terra. El bisbe de la Seu d'Urgell, Sant Ermengol d'Urgell portà el calze i les estovalles a Roma i obtingué per a Ivorra nombrosos privilegis i valuoses relíquies del papa Sergi IV.